# Hammermühle (Ober-Ramstadt)

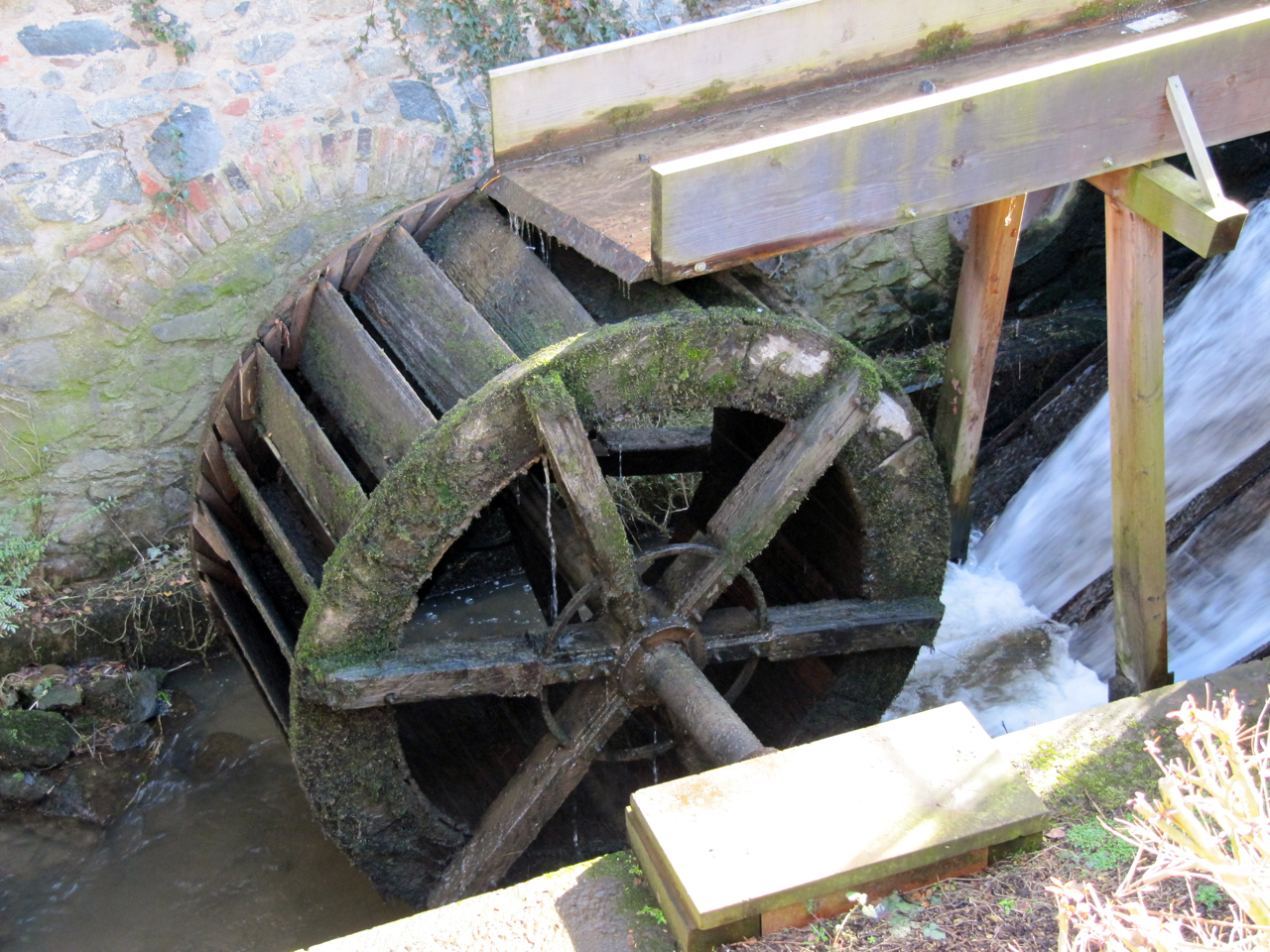
Mühlrad der Hammermühle (2010)

Die Hammermühle in der Hammergasse 7, 9, 11 ist eine ehemalige Mühle in der Stadt Ober-Ramstadt im hessischen Landkreis Darmstadt-Dieburg am Nordwestrand des Odenwaldes.

## Geographische Lage
Die Hammermühle steht am Hammerbach im Zentrum von Ober-Ramstadt.

## Geschichte und Beschreibung
Hier stand ursprünglich seit 1629 eine Loh- und Ölmühle als eine von etwa 17 bekannten Mühlen im Bereich des Modautales und seines Einzugsbereiches.
In den Jahren 1688/1689 wurde in Ober-Ramstadt der erste Eisenhammer in Betrieb genommen, der das Erz wohl aus der Grube Gnade Gottes am Silberberg im Modautal verarbeitete. 1708 wurde die Verarbeitung in das Zentrum Ober-Ramstadts verlegt und die ehemalige Getreidemühle musste einer Bergschmiede Platz machen. Vermutlich hatte sie im Bereich der ehemaligen Obergrafschaft Katzenelnbogen, dann Teil der Landgrafschaft Hessen-Darmstadt das alleinige Recht Schmiedeeisen (verkaufsfähiges Eisen) herzustellen. Probleme der Roheisenbeschaffung führten unter Landgraf Ludwig IX. zur Aufgabe bzw. Verpachtung der Anlage und Stilllegung spätestens 1817.
Die heutige Mühlenanlage stammt in großen Teilen noch vom im Jahre 1817 errichteten Neubau durch Johann Michael Breitwieser, der die stillgelegte Mühle aufkaufte und dann das doppelte so große neue Mühlengebäude errichten ließ, einen Vierseitenhof. Der Mühlenstandort wurde eine Mahlmühle mit Hanfreibe. Ende des 19. Jahrhunderts investierte sein Nachfolger Carl Breitwieser I. in moderne Maschinen um die Mühle weiter konkurrenzfähig betreiben zu können. Die Mühle war bis zum Zweiten Weltkrieg hinein betriebsfähig. Mit dem Niedergang in den 1950er Jahren wurde der Gebäudekomplex vom Volksmund später als „Rattenloch“ betitelt. Langjährige Auseinandersetzungen über Abriss oder Sanierung folgten. In den beginnenden 1980er Jahren saniert, wurde es zum Begegnungszentrum mit Gastronomie. Das Restaurant Hammermühle hat jedoch seit September 2023 den Betrieb eingestellt.
Die ehemalige Hammermühle ist eine geschlossene rechteckige Hofanlage. Das zweigeschossige Hauptgebäude ist ein Fachwerkbau mit einem biberschwanzgedecktem Krüppelwalmdach mit Dachgauben. Ein funktionsfähiges Mühlrad ist noch vorhanden. Das Wasser der Mühle wurde über den südlich Ober-Ramstadts in den Ort führenden Hammergraben westlich der das Wasser zuführenden Modau gespeist.

## Denkmalschutz
Die Mühlenanlage lässt in ihrer Struktur und den Formen der Gebäude noch gut den Mühlencharakter erkennen. Aus architektonischen, industriegeschichtlichen, stadtgeschichtlichen, technikgeschichtlichen und wirtschaftsgeschichtlichen Gründen steht das Bauwerk unter Denkmalschutz.

## Varia
Heute beherbergt die Hammermühle eine Bibliothek, ein Restaurant und Wohnungen.